# فرودگاه یادبود ویلیام ت. پایپر
فرودگاه یادبود ویلیام ت. پایپر (به انگلیسی: William T. Piper Memorial Airport) یک فرودگاه است . این فرودگاه در کشور ایالات متحده آمریکا قرار دارد .